# St. Magni (Bremen)

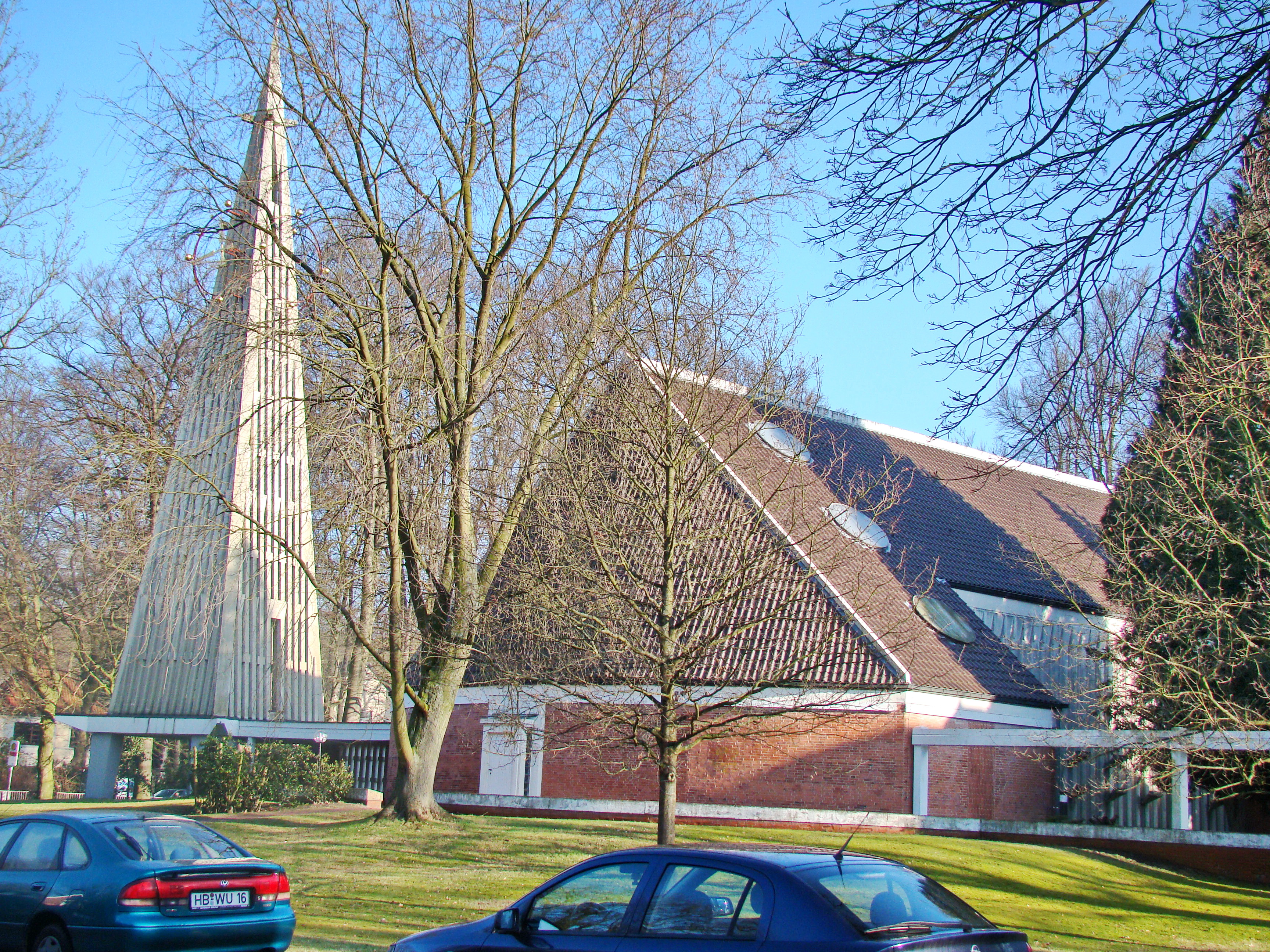
Turm und Kirche St. Magni

Die evangelisch-lutherische Kirche St. Magni der Kirchengemeinde St. Magni in Bremen steht im Stadtteil Burglesum, Ortsteil St. Magnus, Unter den Linden 24. Sie gehört zu den bedeutenden Bremer Bauwerken und steht unter Denkmalschutz.

## Geschichte

### Name
Die Kirche und ihre Gemeinde wurde nach dem Bremer Ortsteil St. Magnus benannt. Dieser trägt seinen Namen nach einer Kapelle, die sich auf einer Anhöhe am Lesumufer im heutigen Knoops Park befand. Die Straße Am Kapellenberg soll an die Kapelle erinnern, deren genauer Standort aber unbekannt ist. Friedrich Spengemann schrieb dazu 1931: „Es lässt sich heute nicht mehr genau nachweisen, nach welchem Magnus zunächst die Kapelle, später der Gutshof, die Siedlung und dann der Ort benannt wurde.“

### Alte Kapelle
Es wird vermutet, dass die Kapelle in der Nähe der heutigen Villa Schotteck stand. Friedrich Spengemann schrieb: „[…] beim Bau der Villa Schotteck 1892 wurden viele Menschenknochen gefunden. Es war dort also der Friedhof, der um die Kapelle herum lag.“ Zwei alte Grabplatten sollen um 1800 herum von der Friedhofsstelle zum Lesumer Kirchhof gefahren worden sein. Eine alte Kirchenglocke, die heute im Turm der Kirche in Bremen-Horn hängt, ist die einzige Zeugin der Kapelle. Die Glocke trägt sowohl die Inschrift sanctus magnus als auch das Wappen der Ritter von Oumünde.

### Heutige Kirche

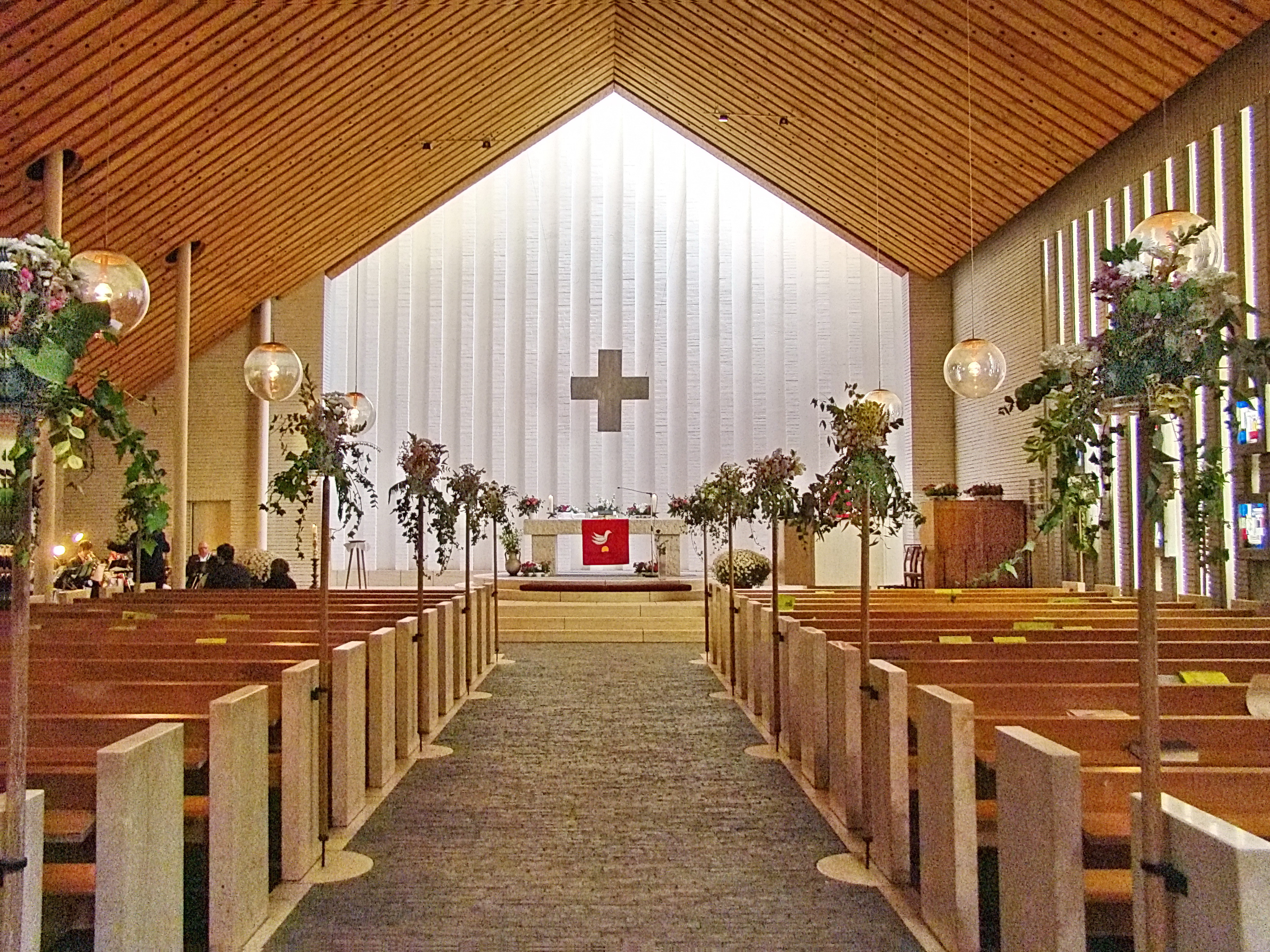
Inneres

Für den Neubau der St.-Magni-Kirche wurde ein Architekturwettbewerb durchgeführt, in dem der Entwurf des Bremer Architekten Hermann Brede den ersten Preis erhielt. Die Kirchengemeinde entschied sich aber für einen Entwurf von Eberhard Gildemeister, der in der Nähe bereits die Lehnhofsiedlung gebaut hatte. Bis 1967 wurde nach dessen Plänen die aus mehreren Einzelbauten bestehende Anlage für die Kirchengemeinde St. Magni gebaut: der freistehende, 34 Meter hohe Glockenturm aus Sichtbeton, die Kirche mit der gerundeten Giebelwand und die Gemeinderäume – beide mit Satteldächern und aus Backstein-Mauerwerk. Der Zugang zur Kirche führt unter dem Turm hindurch.
Der Architekturführer Bremen schreibt dazu: „Die Kirche selbst zeigt mit ihrem weit heruntergezogenen Dach und dem Backsteinmauerwerk an den Stirnseiten Anklänge an regionale Bautypen. Mit einigen überraschenden Details, wie den kreisrunden Oberlichtern in der Dachfläche, setzt der Architekt zugleich höchst individuelle Akzente, die beim Turm sogar eine expressive Note erhalten.“
Der Hof wurde teilweise durch offene Pergolen gefasst. Der Taufstein stammt von der Bildhauerin Hedilor Boehringer-Gildemeister (* 1916).

## Kirchengemeinde
1965 wurden die Ortsteile St. Magnus und Schönebeck sowie die niedersächsischen Ortschaften Löhnhorst, Leuchtenburg, Brundorf und Eggestedt zusammen ein eigener Pfarrbezirk. Die Gottesdienste fanden in den Räumen der Villa Tannenhof (sogenannte „Hackfeldsche Villa“, hinter der jetzigen Kirche) statt. Sie wird noch heute für Kinder- und Jugendarbeit genutzt. Außerdem wurde 1964 im Ortsteil Schönebeck eine Montagekirche aus dem Notkirchenprogramm der Bremischen Evangelischen Kirche (BEK) errichtet, die 2023 entwidmete Holzkirche Schönebeck.
Die Gemeinde gehört zur Region Nord der Bremischen Evangelischen Kirche, gliedert sich in zwei Pfarrbezirke und hat vier Predigtstätten:
- Kirche St. Magni (Bremen)
- Gemeindehaus Löhnhorst (Niedersachsen)
- Friedhofskapelle Eggestedt (Niedersachsen)
- Friedhofskapelle Brundorf (Niedersachsen)

Die Gemeinde ist Träger von zwei Kindergärten, St. Magnus und Löhnhorst.